# Хумбан-нікаш I
Хумбан-нікаш (Хумбан-ігаш) I (д/н — бл. 717 до н. е.) — цар Еламу близько 742—717 років до н. е.

## Життєпис
Син царя Хумбан-тахраха. Посів трон близько 742 року до н. е., про що повідомляє вавилонська хроніка. Остаточно зміцнив державу, підкоривши північні та східні землі.
722 року до н. е. уклав союз з Мардук-апла-іддіною II, царем Вавилону, спрямований проти Ассирії. 721/720 року до н. е. виступив на місто Дер, що перебував під владою ассирійців. Тут в запеклій битві Хумбан-нікаш I завдав тяжкої поразки ассирійському війську на чолі із царем Шаррукіном II, тоді як його вавилонський союзник запізнився на поле бою. Проте вавилоняни і еламіти через суперечності не змогли захопити Дер.
В подальшому зберігав союз з Вавилонією. Помер близько 717 року до н. е. Йому спадкував небіж Шутрук-Наххунте III.